# Elitarismus
Elitarismus oder Elitismus ist eine Ideologie, die vom Bewusstsein getragen ist, einer Elite anzugehören, und sich in einer elitären Haltung manifestiert. Sie definiert sich im Gegensatz zum Pluralismus.
Im Unterschied zum elitären Selbstverständnis und Denken bzw. zur elitären Lebenspraxis einzelner Persönlichkeiten ist der Elitarismus eine ideologische Gegenbewegung zum Egalitarismus und zum Populismus. 
Im philosophischen Kontext vertraten zum Beispiel Friedrich Nietzsche und der George-Kreis eine Form des Elitarismus. 
Insofern es sich um eine Zuschreibung im wissenschaftlichen Diskurs handelt, werden mit diesem Begriff die nachteiligen Folgen von Elitebildungen beschrieben.
Im Blick auf das betroffene Thema spricht man von:
- ästhetischem Elitarismus
- ethischem Elitarismus

Milieus-, volks- und gruppenspezifisch spricht man von:
- korporativem Elitarismus
- nationalem Elitarismus
- konservativ-bürgerlichem Elitarismus

Bezüglich der kulturellen oder politischen Einstellungen spricht man von:
- kulturoptimistischem bzw. -pessimistischem Elitarismus
- konservativem beziehungsweise progressivem Elitarismus
- antidemokratischem Elitarismus